# Bünder SV
Der Bünder SV (vollständiger Name: Bünder Sport-Verein 08/09 e. V.) ist ein Fußballverein aus Bünde im Kreis Herford. Die erste Fußballmannschaft spielt seit dem Abstieg im Jahre 2012 in der Kreisliga A. Zwischen 1978 und 1981 gehörte er der damals drittklassigen Oberliga Westfalen an. Dreimal nahmen die Bünder am DFB-Pokal teil.

## Geschichte

### Die Stammvereine
Der heutige Bünder SV geht auf dem am 30. Oktober 1908 gegründeten Bünder FC 08 zurück, der seinen Namen im Jahre 1914 in FK Preußen Bünde änderte. Der Erste Weltkrieg führte im Jahre 1917 zur Auflösung des Vereins. Im Jahre 1919 wurde der VfB Bünde gegründet, der drei Jahre später mit dem FC Olympia Ennigloh zum VfB Olympia Bünde-Ennigloh fusionierte. 1945 fusionierte der VfB Olympia mit dem TuS Eintracht Bünde-Südlengern und dem Schwimmverein Elsemühle zur Sportgemeinschaft Bünde-Südlengern. Die Fusion hielt jedoch nur bis zum Jahre 1951, als sich der Verein in die SG Bünde 08 und den TuS Eintracht Bünde aufspaltete. 
Der Bünder SV 08/09 entstand schließlich im Jahre 1973 durch eine Fusion der SG Bünde 08 und des SV Ennigloh 09. Der SV Ennigloh entstand im Jahre 1934 durch die Fusion des und dem TV Bahnhof Bünde und der Freien Turn- und Sportvereinigung Ennigloh. Letztere entstand im Jahre 1922 durch die Fusion des Arbeiter Turnvereins Ennigloh und Eintracht Bünde-Blanken.
Der SV Ennigloh erreichte in der Saison 1952/53 erstmals die Landesliga, die damals noch die höchste westfälische Amateurliga war. Nach dem sofortigen Wiederabstieg konnten sich die Ennigloher in der Landesliga etablieren. In der Saison 1967/68 wurde die Mannschaft Vizemeister mit einem Punkt Rückstand auf den SV Brackwede. Vier Jahre später wurde der Aufstieg erneut verpasst. Als Dritter hatte der SV Ennigloh einen Punkt Rückstand auf die TSG Harsewinkel. Die SG Bünde 08 spielte in der Saison 1954/55 in der Landesliga, musste allerdings als Tabellenletzter gleich wieder absteigen.

### Die erfolgreichen Jahre (1973 bis 1986)
Gleich in der ersten Spielzeit nach der Fusion schaffte die Mannschaft den Aufstieg in die Verbandsliga, damals die dritthöchste Spielklasse. Nachdem der Bünder SV in der ersten Saison als Tabellenfünfzehnter den Klassenerhalt erreicht hatte, belegte er in den Folgejahren Plätze im vorderen Tabellendrittel. Zum Kreisderby gegen den SC Herford kamen 6.000 Zuschauer ins Erich-Martens-Stadion. In der Saison 1975/76 nahm der Bünder SV erstmals am DFB-Pokal teil. Nachdem in der ersten Hauptrunde der VfR Pforzheim im Wiederholungsspiel mit 2:1 – das erste Spiel endete 2:2 n. V. – besiegt wurde, hieß der nächste Gegner FC Bayern München. Dieses Spiel ging vor 20.000 Zuschauern im Herforder Jahnstadion mit 0:3 verloren. Ausschnitte der Partie wurden am Abend im aktuellen Sportstudio des ZDF gezeigt, während der spätere ARD-Sportschau-Moderator Heribert Faßbender die Partie live im Radio kommentierte.
1978 qualifizierten sich die Bünder als Fünfter für die neu geschaffene Oberliga Westfalen. In der Saison 1978/79 traf der Verein in der ersten Hauptrunde des DFB-Pokals auf den VfL Bochum und verlor in Bochum mit 0:4. Mit dem neunten Platz in der Oberligasaison 1978/79 erreichte der Verein seinen sportlichen Zenit. In der Folgezeit geriet der Verein in finanzielle Schwierigkeiten. Ausbleibende Sponsorengelder und rückläufige Zuschauerzahlen führten dazu, dass der Verein sparen musste. Nach einem zwölften Platz in der Saison 1979/80 mussten die Bünder ein Jahr später als Tabellenletzter in die Verbandsliga absteigen. Negativer Höhepunkt war eine 0:9-Niederlage beim Vizemeister VfL Gevelsberg. In der gleichen Saison gab es die letzte Teilnahme am DFB-Pokal, die zugleich die erfolgreichste war. In der ersten Hauptrunde setzte sich der Bünder SV gegen Südwest Ludwigshafen mit 2:0 durch. In der zweiten Hauptrunde traf er auf die SpVg Frechen 20 und gewann mit 3:1. In der dritten Hauptrunde unterlag der Bünder SV gegen Borussia Mönchengladbach mit 1:7. Das Spiel fand vor 12.000 Zuschauern im Herforder Jahnstadion statt.
In den ersten Jahren nach dem Abstieg aus der Oberliga kämpften die Bünder auch in der Verbandsliga gegen den Abstieg. Lediglich in der Saison 1985/86 kam die Rückkehr in die Oberliga in greifbare Nähe. Mit vier Punkten Rückstand auf den SC Verl wurden die Bünder Vizemeister ihrer Verbandsligastaffel. In einem vorsorglich angesetzten Entscheidungsspiel gegen den Vizemeister der anderen Verbandsligastaffel SV Langendreer 04 konnte sich der BSV mit 2:0 in Emsdetten durchsetzen. Das Ergebnis war jedoch wertlos, da der Oberligameister ASC Schöppingen nicht in die 2. Bundesliga aufstieg und somit kein weiterer Platz in der Oberliga Westfalen frei wurde.

### Sportliche Talfahrt und kurzes Zwischenhoch (1986 bis 2007)
Erneute finanzielle Schwierigkeiten führten dazu, dass der Bünder SV 1988 in die Landesliga absteigen musste. Als Landesligameister mit vier Punkten Vorsprung auf die SpVgg Fichte Bielefeld gelang der sofortige Wiederaufstieg. In der Aufstiegssaison 1989/90 belegten die Bünder noch einmal den vierten Platz, konnten aber in den folgenden Spielzeiten nicht mehr an diesen Erfolg anknüpfen. Die Saison 1991/92 beendete der Bünder SV punktgleich mit Teutonia Lippstadt. Das Entscheidungsspiel um den Klassenerhalt wurde jedoch deutlich mit 1:6 verloren.
Drei Jahre später folgte der Abstieg in die Bezirksliga. Durch die Initiative des damaligen Vereinsvorsitzenden Thorsten Mailänder sollte ein Bünder Großverein entstehen, an dem sich alle Bünder Fußballvereine beteiligen sollten. Die Pläne scheiterten jedoch am Veto aller beteiligten Vereine. In der Bezirksliga kam der Verein über Mittelmaß nicht hinaus und geriet 2001 als Zwölfter in Abstiegsgefahr. Erst im Jahre 2003 ging es wieder nach oben. Mit 15 Punkten Vorsprung auf den Türkischen Verein Herford wurden die Bünder Bezirksligameister und kehrten in die Landesliga zurück. 
Gleich in der Aufstiegssaison spielte der BSV um den Aufstieg in die Verbandsliga und wurde schließlich mit drei Punkten Rückstand auf den TuS Dornberg Vizemeister. In den folgenden Jahren rutschten die Bünder ins Mittelfeld zurück, konnten aber den Angriff des ambitionierten Stadtteilclubs Grün-Weiß Bustedt abwehren. Im Jahre 2007 ging es für die Bünder schließlich als Tabellenvorletzter zurück in die Bezirksliga.

### Gegenwart (seit 2007)
Zwei Jahre später wurde die Mannschaft noch einmal Vierter und wurde ab 2011 vom Nachbarverein SV Rödinghausen überrundet, der als Aufsteiger gleich in die Landesliga durchmarschierte und später die Regionalliga West erreichte. Für den Bünder SV ging es im Jahre 2012 in die Kreisliga, nachdem die Mannschaft am letzten Spieltag zu Hause mit 3:5 gegen die zweite Mannschaft des FC Bad Oeynhausen verlor. Seitdem tritt der Verein in der Herforder Kreisliga A an, wo die Bünder 2013 und 2022 Dritter und 2015 sowie 2016 jeweils Vierter wurden. In der Saison 2022/23 wurde die Mannschaft Vizemeister hinter dem TuS Grün-Weiß Pödinghausen. In der folgenden Saison rutschte die Mannschaft auf Platz drei ab und stand erstmals hinter dem neuen Lokalrivalen SC Bünde, einer Fusion der Vereine Grün-Weiß Bustedt und TuS Hunnebrock. Ein Jahr später wurde der Bünder SV hinter dem neuen Lokalrivalen Vizemeister.

## Statistik

### Erfolge
- Teilnahme an DFB-Pokal: 1975/76, 1978/79, 1980/81
- Meister der Landesliga Westfalen 1: 1974, 1989
- Meister der Bezirksliga Westfalen 1: 2003
- Ü-40-Westfalenmeister: 1996[7]

### Saisonbilanzen
Grün unterlegte Platzierungen kennzeichnen einen Aufstieg während rot unterlegte Platzierungen auf Abstiege hinweisen.
| Saisonbilanzen 1973 bis 1999 |                     |       |       |       |        |
| Saison                       | Liga                | Level | Platz | Tore  | Punkte |
| 1973/74                      | Landesliga, Gr. 1   | IV    | 01.   | 57:19 | 53:7   |
| 1974/75                      | Verbandsliga, Gr. 1 | III   | 15.   | 46:69 | 29:39  |
| 1975/76                      | Verbandsliga, Gr. 1 | III   | 06.   | 60:46 | 37:31  |
| 1976/77                      | Verbandsliga, Gr. 1 | III   | 07.   | 47:48 | 36:32  |
| 1977/78                      | Verbandsliga, Gr. 1 | III   | 05.   | 68:47 | 39:29  |
| 1978/79                      | Oberliga Westfalen  | III   | 09.   | 42:53 | 32:36  |
| 1979/80                      | Oberliga Westfalen  | III   | 12.   | 39:49 | 31:37  |
| 1980/81                      | Oberliga Westfalen  | III   | 18.   | 41:81 | 20:48  |
| 1981/82                      | Verbandsliga, Gr. 1 | IV    | 12.   | 33:61 | 24:36  |
| 1982/83                      | Verbandsliga, Gr. 1 | IV    | 14.   | 36:55 | 26:42  |
| 1983/84                      | Verbandsliga, Gr. 1 | IV    | 12.   | 47:45 | 30:38  |
| 1984/85                      | Verbandsliga, Gr. 1 | IV    | 13.   | 34:50 | 26:42  |
| 1985/86                      | Verbandsliga, Gr. 1 | IV    | 02.   | 71:33 | 51:21  |
| 1986/87                      | Verbandsliga, Gr. 1 | IV    | 08.   | 54:41 | 39:29  |
| 1987/88                      | Verbandsliga, Gr. 1 | IV    | 14.   | 29:42 | 28:36  |
| 1988/89                      | Landesliga, Gr. 1   | V     | 01.   | 60:25 | 47:17  |
| 1989/90                      | Verbandsliga, Gr. 1 | IV    | 04.   | 37:36 | 34:26  |
| 1990/91                      | Verbandsliga, Gr. 1 | IV    | 12.   | 39:33 | 25:35  |
| 1991/92                      | Verbandsliga, Gr. 1 | IV    | 16.   | 33:52 | 17:43  |
| 1992/93                      | Landesliga, Gr. 1   | V     | 11.   | 51:68 | 26:34  |
| 1993/94                      | Landesliga, Gr. 1   | V     | 08.   | 45:43 | 28:32  |
| 1994/95                      | Landesliga, Gr. 1   | VI    | 14.   | 37:49 | 24:36  |
| 1995/96                      | Bezirksliga, Gr. 1  | VII   | 08.   | 32:43 | 38     |
| 1996/97                      | Bezirksliga, Gr. 1  | VII   | 10.   | 45:45 | 36     |
| 1997/98                      | Bezirksliga, Gr. 1  | VII   | 12.   | 54:47 | 40     |
| 1998/99                      | Bezirksliga, Gr. 1  | VII   | 03.   | 63:36 | 59     |

| Saisonbilanzen seit 1999 |                     |       |                   |                   |                   |
| Saison                   | Liga                | Level | Platz             | Tore              | Punkte            |
| 1999/2000                | Bezirksliga, Gr. 1  | VII   | 09.               | 030:33            | 40                |
| 2000/01                  | Bezirksliga, Gr. 1  | VII   | 12.               | 035:44            | 39                |
| 2001/02                  | Bezirksliga, Gr. 1  | VII   | 05.               | 066:40            | 53                |
| 2002/03                  | Bezirksliga, Gr. 1  | VII   | 01.               | 110:26            | 71                |
| 2003/04                  | Landesliga, Gr. 1   | VI    | 02.               | 071:32            | 61                |
| 2004/05                  | Landesliga, Gr. 1   | VI    | 08.               | 049:49            | 45                |
| 2005/06                  | Landesliga, Gr. 1   | VI    | 07.               | 055:58            | 43                |
| 2006/07                  | Landesliga, Gr. 1   | VI    | 15.               | 043:82            | 24                |
| 2007/08                  | Bezirksliga, Gr. 1  | VII   | 05.               | 068:46            | 48                |
| 2008/09                  | Bezirksliga, Gr. 1  | VIII  | 04.               | 057:41            | 49                |
| 2009/10                  | Bezirksliga, Gr. 1  | VIII  | 07.               | 054:54            | 43                |
| 2010/11                  | Bezirksliga, Gr. 1  | VIII  | 09.               | 045:53            | 38                |
| 2011/12                  | Bezirksliga, Gr. 1  | VIII  | 14.               | 049:82            | 32                |
| 2012/13                  | Kreisliga A Herford | IX    | 03.               | 073:48            | 56                |
| 2013/14                  | Kreisliga A Herford | IX    | 05.               | 077:64            | 46                |
| 2014/15                  | Kreisliga A Herford | IX    | 04.               | 096:79            | 56                |
| 2015/16                  | Kreisliga A Herford | IX    | 04.               | 061:46            | 42                |
| 2016/17                  | Kreisliga A Herford | IX    | 11.               | 056:75            | 34                |
| 2017/18                  | Kreisliga A Herford | IX    | 08.               | 059:62            | 40                |
| 2018/19                  | Kreisliga A Herford | IX    | 05.               | 054:52            | 42                |
| 2019/20                  | Kreisliga A Herford | IX    | 04.               | 047:21            | 39                |
| 2020/21                  | Kreisliga A Herford | IX    | Saison annulliert | Saison annulliert | Saison annulliert |
| 2021/22                  | Kreisliga A Herford | IX    | 03.               | 035:29            | 19                |
| 2022/23                  | Kreisliga A Herford | IX    | 02.               | 095:42            | 60                |
| 2023/24                  | Kreisliga A Herford | IX    | 03.               | 100:51            | 52                |
| 2024/25                  | Kreisliga A Herford | IX    | 02.               | 097:40            | 65                |

## Stadion

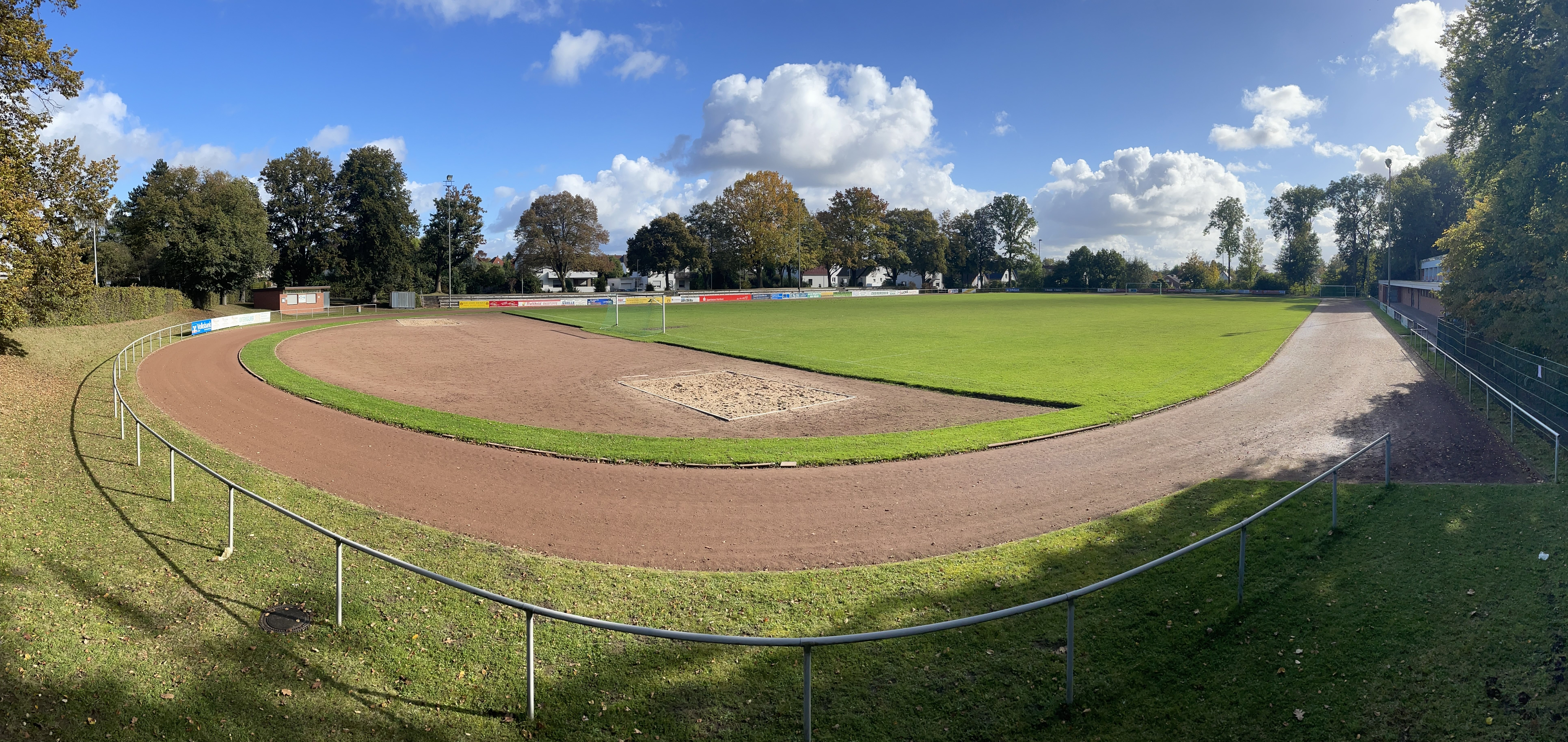
Das Erich-Martens-Stadion

Der Bünder SV trägt seine Heimspiele im Erich-Martens-Stadion aus. Das Stadion befindet sich im Stadtteil Ennigloh und hat eine Kapazität von 5000 Plätzen. Die Spielfläche aus Naturrasen ist von einer Aschenbahn umgeben. Vor der Fusion zum Bünder SV spielte der Stammverein SV Ennigloh 09 im Erich-Martens-Stadion, das nach einem Ehrenmitglied des Bünder SV benannt wurde. Der Bünder SV trug drei DFB-Pokalspiele im Stadion aus, während Arminia Bielefeld dreimal im Rahmen des Intertotopokals in Bünde spielte. Gegner waren Widzew Łódź, Hammarby IF und der SK Sturm Graz.

## Persönlichkeiten

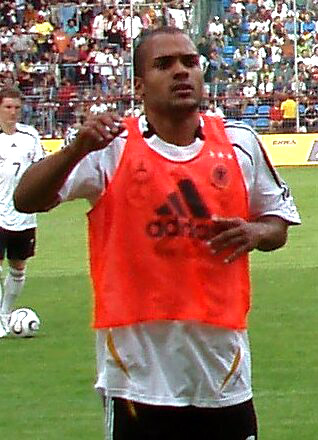
David Odonkor war Jugendspieler beim Bünder SV

### Spieler
- Etienne Amenyido
- Uwe Clausmeier
- Karl-Heinz Diehl
- Friedhelm Holtgrave
- Bodo Horstkotte
- Peter Kitzmann
- Günter Knoblich
- Michael Krüger
- Andreas Metzner
- Willi Mumme
- Klaus-Peter Nemet
- David Odonkor
- Dieter Pries
- Dieter Roggow
- Ulrich Schäffer
- Karlheinz Schelp
- Stefan Studtrucker
- Gerhard Weidenhammer

### Trainer
- Ulrich Büscher
- Friedhelm Holtgrave
- Georg Stürz
- Kurt Zentner